# Groupe de NGC 6956
Le groupe de NGC 6956 est un trio de galaxies situé dans la constellation du Dauphin. La distance moyenne entre ce groupe et la Voie lactée est d'environ 63,2 Mpc (∼206 millions d'al). 

## Membres
Le tableau ci-dessous liste les trois galaxies du groupe indiquées dans l'article de A.M. Garcia paru en 1993.
| Nom       | Class. | Type           | α (J2000.0)    | δ (J2000.0)    | Vitesse radiale (km/s) | m    | Distance (Mpc) |     |
| --------- | ------ | -------------- | -------------- | -------------- | ---------------------- | ---- | -------------- | --- |
| NGC 6956  | SBb    | Spirale barrée | 20h 43m 51.71s | 12° 30′ 42.9″  | 4646 ± 5               | 13,6 | 64,2 ± 4,5     | 150 |
| UGC 11620 | Sb     | Spirale        | 20h 44m 09.71s | 12° 25′ 05.2″  | 4441 ± 3               | 14,2 | 61,1 ± 4,3     | 51  |
| UGC 11623 | SB(r)a | Spirale barrée | 20h 44m 26.60s | 12° 29′ 51.79″ | 4649 ± 1               | 14,8 | 64,2 ± 3,0     | 76  |

Le site DeepskyLog permet de trouver aisément les constellations des galaxies mentionnées dans ce tableau ou si elles ne s'y trouvent pas, l'outil du site constellation permet de le faire à l'aide des coordonnées de la galaxie. Sauf indication contraire, les données proviennent du site NASA/IPAC.